# Menjamel de celles canyella
El menjamel de celles canyella (Melidectes ochromelas) és un ocell de la família dels melifàgids (Meliphagidae).

## Hàbitat i distribució
Habita els boscos de les muntanyes de Nova Guinea, des de la Península de Doberai fins als districtes sud-orientals.